# Aartsbisdom Bouaké

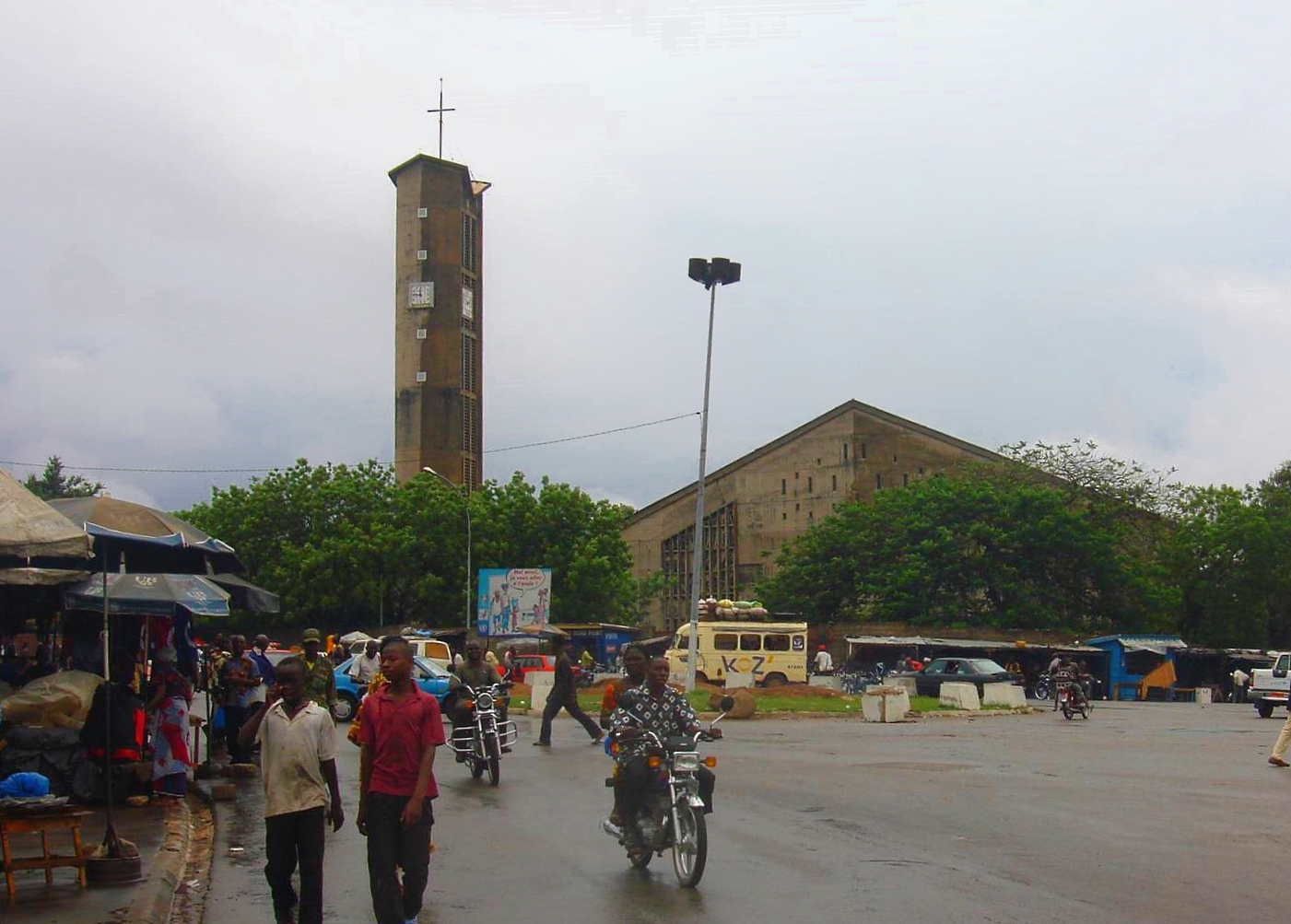
De kathedraal van Bouaké

Het aartsbisdom Bouaké (Latijn: Archidioecesis Buakensis) is een rooms-katholiek aartsbisdom met als zetel Bouaké in Ivoorkust.
Het aartsbisdom is ontstaan uit de apostolische prefectuur Bouaké, opgericht in 1951. In 1955 werd Bouaké een suffragaan bisdom van Abidjan en in 1994 werd Bouaké verheven tot aartsbisdom. 
Bouaké heeft drie suffragane bisdommen:
- Abengourou
- Bondoukou
- Yamoussoukro

In 2018 telde het aartsbisdom 31 parochies. Het heeft een oppervlakte van ongeveer 20.000 km² en telde in 2018 1.257.000 inwoners waarvan 17,6% rooms-katholiek was. 

## Bisschoppen
- André-Pierre Duirat, S.M.A. (1951 - 1973)
- Vital Komenan Yao (1973 - 2006)
- Paul-Siméon Ahouanan Djro, O.F.M. (2006 - 2024)